# 2011-es IIHF divízió III-as jégkorong-világbajnokság
A 2011-es IIHF divízió III-as jégkorong-világbajnokságot Fokvárosban, a Dél-afrikai Köztársaságban rendezték április 11. és 17. között. A vb-n hat válogatott vett részt. Az első helyezett feljutott a divízió II B csoportjába.

## Résztvevők
A világbajnokságon a divízió III-ban szereplő hat csapat vett részt.
| Csapat                  | 2010-ben                                                  |
| ----------------------- | --------------------------------------------------------- |
| Törökország             | A divízió II A csoportjának 6. helyén végzett és kiesett. |
| Izrael                  | A divízió II B csoportjának 6. helyén végzett és kiesett. |
| Görögország             | A divízió III A csoportjának 2. helyén végzett.           |
| Luxemburg               | A divízió III A csoportjának 3. helyén végzett.           |
| Dél-afrikai Köztársaság | Rendező, a divízió III B csoportjának 2. helyén végzett.  |
| Mongólia                | A divízió III B csoportjának 3. helyén végzett.           |

## Eredmények
A mérkőzések kezdési időpontjai helyi idő szerint vannak feltüntetve.
| Jelmagyarázat                |
| ---------------------------- |
| Feljutott a divízió II B-be. |

| Nemzet                  | M | Gy | HGy | HV | V | G+ | G- | Gk  | P  |
| ----------------------- | - | -- | --- | -- | - | -- | -- | --- | -- |
| Izrael                  | 5 | 4  | 1   | 0  | 0 | 57 | 9  | +48 | 14 |
| Dél-afrikai Köztársaság | 5 | 4  | 0   | 1  | 0 | 43 | 9  | +34 | 13 |
| Törökország             | 5 | 3  | 0   | 0  | 2 | 28 | 25 | +3  | 9  |
| Luxemburg               | 5 | 2  | 0   | 0  | 3 | 33 | 22 | +11 | 6  |
| Görögország             | 5 | 1  | 0   | 0  | 4 | 7  | 79 | −72 | 3  |
| Mongólia*               | 5 | 0  | 0   | 0  | 5 | 0  | 25 | −25 | 0  |

* – Mongólia visszalépett a tornától, emiatt az ellenfeleknek írták jóvá a mérkőzést 5–0-s gólaránnyal.
| 2011. április 11. 13:00 | Törökország | 5–0* | Mongólia | Grandwest Ice Arena |

|  |  |  |  |  |
|  |  |  |  |  |
|  |  |  |  |  |
|  |  |  |  |  |

| 2011. április 11. 16:15 | Görögország | 0–20 (0–5, 0–7, 0–8) | Luxemburg | Grandwest Ice Arena Nézőszám: 140 |

| Jegyzőkönyv | Jegyzőkönyv                               | Jegyzőkönyv                                       | Jegyzőkönyv     | Jegyzőkönyv                            |
| --- | ----------------------------------------- | ------------------------------------------------- | --------------- | -------------------------------------- |
| | Pantelis Magklaras Alexandros Moirasgetis | Kapusok                                           | Philippe Lepage | Vonalbírók: Jos Korte Arkadiy Subbotin |
| \| \| 0–1 \| 03:42 – P. Bechtold (G. Scheier, K. Linster) (SH) \| \| \| 0–2 \| 06:46 – F. Schons (R. Beran, T. Beran) (PP) \| \| \| 0–3 \| 10:57 – P. Schon (C. Mossong) \| \| \| 0–4 \| 16:21 – T. Beran (R. Beran) (SH) \| \| \| 0–5 \| 19:02 – T. Beran (R. Beran, F. Schons) \| \| \| 0–6 \| 21:36 – T. Beran (R. Beran, G. Biver) \| \| \| 0–7 \| 22:35 – R. Beran (T. Beran, S. Minden) \| \| \| 0–8 \| 23:43 – Y. Dessouroux (P. Schon) \| \| \| 0–9 \| 24:46 – R. Beran (T. Beran) \| \| \| 0–10 \| 26:23 – Y. Dessouroux (C. Mossong, Y. Barthels) \| \| \| 0–11 \| 27:44 – P. Schon (C. Mossong) \| \| \| 0–12 \| 32:56 – P. Schon (C. Mossong) \| \| \| 0–13 \| 41:31 – S. Minden (T. Beran, R. Beran) \| \| \| 0–14 \| 46:11 – S. Backes (P. Schon) \| \| \| 0–15 \| 46:32 – R. Scheier (B. Welter, S. Backes) \| \| \| 0–16 \| 53:16 – B. Schneider (P. Schon) (PP) \| \| \| 0–17 \| 53:46 – R. Beran (T. Beran, C. Mossong) \| \| \| 0–18 \| 55:54 – B. Welter (G. Scheier) \| \| \| 0–19 \| 57:24 – T. Beran (R. Beran, F. Schons) \| \| \| 0–20 \| 57:55 – S. Backes (B. Welter) \| |                                           |                                                   |                 | Vonalbírók: Jos Korte Arkadiy Subbotin |
| 43 perc | Büntetések                                | 45 perc                                           |                 | Vonalbírók: Jos Korte Arkadiy Subbotin |
| 13 | Lövések                                   | 60                                                |                 | Vonalbírók: Jos Korte Arkadiy Subbotin |
| | 0–1                                       | 03:42 – P. Bechtold (G. Scheier, K. Linster) (SH) |                 | Vonalbírók: Jos Korte Arkadiy Subbotin |
| | 0–2                                       | 06:46 – F. Schons (R. Beran, T. Beran) (PP)       |                 | Vonalbírók: Jos Korte Arkadiy Subbotin |
| | 0–3                                       | 10:57 – P. Schon (C. Mossong)                     |                 | Vonalbírók: Jos Korte Arkadiy Subbotin |
| | 0–4                                       | 16:21 – T. Beran (R. Beran) (SH)                  |                 |                                        |
| | 0–5                                       | 19:02 – T. Beran (R. Beran, F. Schons)            |                 |                                        |
| | 0–6                                       | 21:36 – T. Beran (R. Beran, G. Biver)             |                 |                                        |
| | 0–7                                       | 22:35 – R. Beran (T. Beran, S. Minden)            |                 |                                        |
| | 0–8                                       | 23:43 – Y. Dessouroux (P. Schon)                  |                 |                                        |
| | 0–9                                       | 24:46 – R. Beran (T. Beran)                       |                 |                                        |
| | 0–10                                      | 26:23 – Y. Dessouroux (C. Mossong, Y. Barthels)   |                 |                                        |
| | 0–11                                      | 27:44 – P. Schon (C. Mossong)                     |                 |                                        |
| | 0–12                                      | 32:56 – P. Schon (C. Mossong)                     |                 |                                        |
| | 0–13                                      | 41:31 – S. Minden (T. Beran, R. Beran)            |                 |                                        |
| | 0–14                                      | 46:11 – S. Backes (P. Schon)                      |                 |                                        |
| | 0–15                                      | 46:32 – R. Scheier (B. Welter, S. Backes)         |                 |                                        |
| | 0–16                                      | 53:16 – B. Schneider (P. Schon) (PP)              |                 |                                        |
| | 0–17                                      | 53:46 – R. Beran (T. Beran, C. Mossong)           |                 |                                        |
| | 0–18                                      | 55:54 – B. Welter (G. Scheier)                    |                 |                                        |
| | 0–19                                      | 57:24 – T. Beran (R. Beran, F. Schons)            |                 |                                        |
| | 0–20                                      | 57:55 – S. Backes (B. Welter)                     |                 |                                        |

| 2011. április 11. 21:45 | Dél-afrikai Köztársaság | 5–6 (h.u.) (2–1, 2–2, 1–2) (h.u.: 0–1) | Izrael | Grandwest Ice Arena Nézőszám: 851 |

| Jegyzőkönyv | Jegyzőkönyv | Jegyzőkönyv                                    | Jegyzőkönyv    | Jegyzőkönyv                                                                        |
| --- | ----------- | ---------------------------------------------- | -------------- | ---------------------------------------------------------------------------------- |
| | Ashley Bock | Kapusok                                        | Avihu Sorotzki | Játékvezető: Claudio Pianezze Vonalbírók: Ulrich Pardatscher Jacques Riisom-Birker |
| \| C. Birrell (B. Matthews) (PP2) – 02:24 \| 1–0 \| \| \| G. Lyon (B. Matthews) (PP) – 06:57 \| 2–0 \| \| \| \| 2–1 \| 12:13 – D. Bochner (D. Mazour, S. Norman) (PP) \| \| D. Magmoed (M. Giot) – 24:53 \| 3–1 \| \| \| \| 3–2 \| 26:23 – D. Mazour (S. Norman) \| \| A. Marais (G. Yates, G. Miller) – 33:22 \| 4–2 \| \| \| \| 4–3 \| 37:32 – A. Geller (D. Mazour) (PP) \| \| \| 4–4 \| 41:08 – S. Frenkel (D. Spivak) \| \| C. Birrell (C. Engelbrecht) – 41:33 \| 5–4 \| \| \| \| 5–5 \| 55:10 – E. Sherbatov (D. Mazour) (PP) \| \| \| 5–6 \| 63:51 – E. Sherbatov (D. Mazour) \| |             |                                                |                | Játékvezető: Claudio Pianezze Vonalbírók: Ulrich Pardatscher Jacques Riisom-Birker |
| 22 perc | Büntetések  | 20 perc                                        |                | Játékvezető: Claudio Pianezze Vonalbírók: Ulrich Pardatscher Jacques Riisom-Birker |
| 36 | Lövések     | 37                                             |                | Játékvezető: Claudio Pianezze Vonalbírók: Ulrich Pardatscher Jacques Riisom-Birker |
| C. Birrell (B. Matthews) (PP2) – 02:24 | 1–0         |                                                |                | Játékvezető: Claudio Pianezze Vonalbírók: Ulrich Pardatscher Jacques Riisom-Birker |
| G. Lyon (B. Matthews) (PP) – 06:57 | 2–0         |                                                |                | Játékvezető: Claudio Pianezze Vonalbírók: Ulrich Pardatscher Jacques Riisom-Birker |
| | 2–1         | 12:13 – D. Bochner (D. Mazour, S. Norman) (PP) |                | Játékvezető: Claudio Pianezze Vonalbírók: Ulrich Pardatscher Jacques Riisom-Birker |
| D. Magmoed (M. Giot) – 24:53 | 3–1         |                                                |                |                                                                                    |
| | 3–2         | 26:23 – D. Mazour (S. Norman)                  |                |                                                                                    |
| A. Marais (G. Yates, G. Miller) – 33:22 | 4–2         |                                                |                |                                                                                    |
| | 4–3         | 37:32 – A. Geller (D. Mazour) (PP)             |                |                                                                                    |
| | 4–4         | 41:08 – S. Frenkel (D. Spivak)                 |                |                                                                                    |
| C. Birrell (C. Engelbrecht) – 41:33 | 5–4         |                                                |                |                                                                                    |
| | 5–5         | 55:10 – E. Sherbatov (D. Mazour) (PP)          |                |                                                                                    |
| | 5–6         | 63:51 – E. Sherbatov (D. Mazour)               |                |                                                                                    |

| 2011. április 11. 13:00 | Törökország | 5–0* | Mongólia | Grandwest Ice Arena |

|  |  |  |  |  |
|  |  |  |  |  |
|  |  |  |  |  |
|  |  |  |  |  |

| 2011. április 12. 16:15 | Izrael | 11–1 (4–0, 4–0, 3–1) | Luxemburg | Grandwest Ice Arena Nézőszám: 56 |

| Jegyzőkönyv | Jegyzőkönyv                  | Jegyzőkönyv                    | Jegyzőkönyv     | Jegyzőkönyv                                                            |
| --- | ---------------------------- | ------------------------------ | --------------- | ---------------------------------------------------------------------- |
| | Avihu Sorotzki Boris Amromin | Kapusok                        | Philippe Lepage | Játékvezető: Chris Deweerdt Vonalbírók: Nickolas Beukes Seung Won Jung |
| \| E. Sherbatov (D. Spivak D. Bochner) (PP) – 02:47 \| 1–0 \| \| \| D. Mazour (S. Frenkel) (PP) – 06:33 \| 2–0 \| \| \| E. Sherbatov (A. Geller, S. Frenkel) (PP) – 11:01 \| 3–0 \| \| \| D. Mazour (S. Norman, M. Lebedev) – 16:27 \| 4–0 \| \| \| E. Sherbatov (D. Spivak, R. Oz) (SH) – 23:45 \| 5–0 \| \| \| S. Norman (D. Mazour, S. Frenkel) – 25:43 \| 6–0 \| \| \| S. Frenkel (A. Geller, E. Sherbatov) – 27:02 \| 7–0 \| \| \| S. Frenkel (E. Sherbatov) – 39:31 \| 8–0 \| \| \| D. Mazour (T. Avneri, D. Bochner) – 42:14 \| 9–0 \| \| \| A. Geller (S. Frenkel, S. Cooper) – 47:34 \| 10–0 \| \| \| \| 10–1 \| 52:23 – B. Welter (G. Scheier) \| \| E. Sherbatov (D. Spivak, R. Oz) (SH) – 55:34 \| 11–1 \| \| |                              |                                |                 | Játékvezető: Chris Deweerdt Vonalbírók: Nickolas Beukes Seung Won Jung |
| 10 perc | Büntetések                   | 29 perc                        |                 | Játékvezető: Chris Deweerdt Vonalbírók: Nickolas Beukes Seung Won Jung |
| 38 | Lövések                      | 25                             |                 | Játékvezető: Chris Deweerdt Vonalbírók: Nickolas Beukes Seung Won Jung |
| E. Sherbatov (D. Spivak D. Bochner) (PP) – 02:47 | 1–0                          |                                |                 | Játékvezető: Chris Deweerdt Vonalbírók: Nickolas Beukes Seung Won Jung |
| D. Mazour (S. Frenkel) (PP) – 06:33 | 2–0                          |                                |                 | Játékvezető: Chris Deweerdt Vonalbírók: Nickolas Beukes Seung Won Jung |
| E. Sherbatov (A. Geller, S. Frenkel) (PP) – 11:01 | 3–0                          |                                |                 | Játékvezető: Chris Deweerdt Vonalbírók: Nickolas Beukes Seung Won Jung |
| D. Mazour (S. Norman, M. Lebedev) – 16:27 | 4–0                          |                                |                 |                                                                        |
| E. Sherbatov (D. Spivak, R. Oz) (SH) – 23:45 | 5–0                          |                                |                 |                                                                        |
| S. Norman (D. Mazour, S. Frenkel) – 25:43 | 6–0                          |                                |                 |                                                                        |
| S. Frenkel (A. Geller, E. Sherbatov) – 27:02 | 7–0                          |                                |                 |                                                                        |
| S. Frenkel (E. Sherbatov) – 39:31 | 8–0                          |                                |                 |                                                                        |
| D. Mazour (T. Avneri, D. Bochner) – 42:14 | 9–0                          |                                |                 |                                                                        |
| A. Geller (S. Frenkel, S. Cooper) – 47:34 | 10–0                         |                                |                 |                                                                        |
| | 10–1                         | 52:23 – B. Welter (G. Scheier) |                 |                                                                        |
| E. Sherbatov (D. Spivak, R. Oz) (SH) – 55:34 | 11–1                         |                                |                 |                                                                        |

| 2011. április 12. 21:45 | Törökország | 1–11 (0–5, 1–3, 0–3) | Dél-afrikai Köztársaság | Grandwest Ice Arena Nézőszám: 738 |

| Jegyzőkönyv | Jegyzőkönyv                   | Jegyzőkönyv                                         | Jegyzőkönyv  | Jegyzőkönyv                                                                        |
| --- | ----------------------------- | --------------------------------------------------- | ------------ | ---------------------------------------------------------------------------------- |
| | Levent Ozbaydugan Fikri Atali | Kapusok                                             | David Berger | Játékvezető: Mikhal Buturlin Vonalbírók: Mikulash Furnadziev Jacques Riisom-Birker |
| \| \| 0–1 \| 00:41 – D. Cardoso (M. Giot D. Magmoed) \| \| \| 0–2 \| 08:31 – G. Yates (M. Giot) \| \| \| 0–3 \| 11:41 – B. Matthews (C. Engelbrecht) (PP) \| \| \| 0–4 \| 13:41 – C. Engelbrecht (C. Birrell) (PP) \| \| \| 0–5 \| 14:23 – D. Magmoed (D. Cardoso, M. Giot) \| \| C. Baykan (PP) – 24:00 \| 1–5 \| \| \| \| 1–6 \| 25:25 – C. Birrell (D. Cardoso) \| \| \| 1–7 \| 30:18 – D. Magmoed (U. Samaai) (PP) \| \| \| 1–8 \| 37:59 – C. Engelbrecht (A. Marais, C. Birrell) (PP) \| \| \| 1–9 \| 47:59 – J. Valadas (B. Matthews, G. Miller) \| \| \| 1–10 \| 56:07 – C. Nebe (C. Birrell, J. Valadas) \| \| \| 1–11 \| 57:22 – M. Giot \| |                               |                                                     |              | Játékvezető: Mikhal Buturlin Vonalbírók: Mikulash Furnadziev Jacques Riisom-Birker |
| 16 perc | Büntetések                    | 16 perc                                             |              | Játékvezető: Mikhal Buturlin Vonalbírók: Mikulash Furnadziev Jacques Riisom-Birker |
| 31 | Lövések                       | 67                                                  |              | Játékvezető: Mikhal Buturlin Vonalbírók: Mikulash Furnadziev Jacques Riisom-Birker |
| | 0–1                           | 00:41 – D. Cardoso (M. Giot D. Magmoed)             |              | Játékvezető: Mikhal Buturlin Vonalbírók: Mikulash Furnadziev Jacques Riisom-Birker |
| | 0–2                           | 08:31 – G. Yates (M. Giot)                          |              | Játékvezető: Mikhal Buturlin Vonalbírók: Mikulash Furnadziev Jacques Riisom-Birker |
| | 0–3                           | 11:41 – B. Matthews (C. Engelbrecht) (PP)           |              | Játékvezető: Mikhal Buturlin Vonalbírók: Mikulash Furnadziev Jacques Riisom-Birker |
| | 0–4                           | 13:41 – C. Engelbrecht (C. Birrell) (PP)            |              |                                                                                    |
| | 0–5                           | 14:23 – D. Magmoed (D. Cardoso, M. Giot)            |              |                                                                                    |
| C. Baykan (PP) – 24:00 | 1–5                           |                                                     |              |                                                                                    |
| | 1–6                           | 25:25 – C. Birrell (D. Cardoso)                     |              |                                                                                    |
| | 1–7                           | 30:18 – D. Magmoed (U. Samaai) (PP)                 |              |                                                                                    |
| | 1–8                           | 37:59 – C. Engelbrecht (A. Marais, C. Birrell) (PP) |              |                                                                                    |
| | 1–9                           | 47:59 – J. Valadas (B. Matthews, G. Miller)         |              |                                                                                    |
| | 1–10                          | 56:07 – C. Nebe (C. Birrell, J. Valadas)            |              |                                                                                    |
| | 1–11                          | 57:22 – M. Giot                                     |              |                                                                                    |

| 2011. április 14. 13:00 | Izrael | 5–0* | Mongólia | Grandwest Ice Arena |

|  |  |  |  |  |
|  |  |  |  |  |
|  |  |  |  |  |
|  |  |  |  |  |

| 2011. április 14. 16:00 | Törökország | 16–0 (6–0, 4–0, 6–0) | Görögország | Grandwest Ice Arena Nézőszám: 113 |

| Jegyzőkönyv | Jegyzőkönyv       | Jegyzőkönyv | Jegyzőkönyv                               | Jegyzőkönyv                                                            |
| --- | ----------------- | ----------- | ----------------------------------------- | ---------------------------------------------------------------------- |
| | Levent Ozbaydugan | Kapusok     | Pantelis Magklaras Alexandros Moirasgetis | Játékvezető: Claudio Pianezze Vonalbírók: Jos Korte Ulrich Pardatscher |
| \| G. Tasdemir (F. Güçlü, C. Akyıldız) – 01:31 \| 1–0 \| \| \| D. Ince (E. Ozmen, S. Aktürk) (PP) – 06:24 \| 2–0 \| \| \| Y. Halil (S. Yildirim) – 07:21 \| 3–0 \| \| \| O. Yavuzarslan (S. Yildirim) – 08:15 \| 4–0 \| \| \| O. Yavuzarslan (S. Yildirim) – 13:53 \| 5–0 \| \| \| E. Ozmen (S. Aktürk) – 14:14 \| 6–0 \| \| \| Y. Halil (S. Gumus, S. Aktürk) (PP) – 25:07 \| 7–0 \| \| \| G. Tasdemir (S. Gumus) – 26:16 \| 8–0 \| \| \| E. Coskun (S. Aktürk) – 32:33 \| 9–0 \| \| \| S. Aktürk (E. Coskun) (SH) – 33:32 \| 10–0 \| \| \| C. Akyıldız (S. Gumus, A. Solak) – 42:03 \| 11–0 \| \| \| S. Aktürk – 46:31 \| 12–0 \| \| \| O. Yavuzarslan (E. Taşboğa) – 53:30 \| 13–0 \| \| \| A. Solak (S. Gumus) – 54:47 \| 14–0 \| \| \| E. Coskun (D. Ince) – 55:01 \| 15–0 \| \| \| E. Ozmen (G. Tasdemir) – 58:57 \| 16–0 \| \| |                   |             |                                           | Játékvezető: Claudio Pianezze Vonalbírók: Jos Korte Ulrich Pardatscher |
| 16 perc | Büntetések        | 12 perc     |                                           | Játékvezető: Claudio Pianezze Vonalbírók: Jos Korte Ulrich Pardatscher |
| 46 | Lövések           | 10          |                                           | Játékvezető: Claudio Pianezze Vonalbírók: Jos Korte Ulrich Pardatscher |
| G. Tasdemir (F. Güçlü, C. Akyıldız) – 01:31 | 1–0               |             |                                           | Játékvezető: Claudio Pianezze Vonalbírók: Jos Korte Ulrich Pardatscher |
| D. Ince (E. Ozmen, S. Aktürk) (PP) – 06:24 | 2–0               |             |                                           | Játékvezető: Claudio Pianezze Vonalbírók: Jos Korte Ulrich Pardatscher |
| Y. Halil (S. Yildirim) – 07:21 | 3–0               |             |                                           | Játékvezető: Claudio Pianezze Vonalbírók: Jos Korte Ulrich Pardatscher |
| O. Yavuzarslan (S. Yildirim) – 08:15 | 4–0               |             |                                           |                                                                        |
| O. Yavuzarslan (S. Yildirim) – 13:53 | 5–0               |             |                                           |                                                                        |
| E. Ozmen (S. Aktürk) – 14:14 | 6–0               |             |                                           |                                                                        |
| Y. Halil (S. Gumus, S. Aktürk) (PP) – 25:07 | 7–0               |             |                                           |                                                                        |
| G. Tasdemir (S. Gumus) – 26:16 | 8–0               |             |                                           |                                                                        |
| E. Coskun (S. Aktürk) – 32:33 | 9–0               |             |                                           |                                                                        |
| S. Aktürk (E. Coskun) (SH) – 33:32 | 10–0              |             |                                           |                                                                        |
| C. Akyıldız (S. Gumus, A. Solak) – 42:03 | 11–0              |             |                                           |                                                                        |
| S. Aktürk – 46:31 | 12–0              |             |                                           |                                                                        |
| O. Yavuzarslan (E. Taşboğa) – 53:30 | 13–0              |             |                                           |                                                                        |
| A. Solak (S. Gumus) – 54:47 | 14–0              |             |                                           |                                                                        |
| E. Coskun (D. Ince) – 55:01 | 15–0              |             |                                           |                                                                        |
| E. Ozmen (G. Tasdemir) – 58:57 | 16–0              |             |                                           |                                                                        |

| 2011. április 14. 21:45 | Dél-afrikai Köztársaság | 5–2 (1–1, 1–0, 3–1) | Luxemburg | Grandwest Ice Arena Nézőszám: 1014 |

| Jegyzőkönyv | Jegyzőkönyv  | Jegyzőkönyv                            | Jegyzőkönyv     | Jegyzőkönyv                                                          |
| --- | ------------ | -------------------------------------- | --------------- | -------------------------------------------------------------------- |
| | David Berger | Kapusok                                | Philippe Lepage | Játékvezető: Maksym Urda Vonalbírók: Seung Won Jung Arkadiy Subbotin |
| \| J. Valadas (A. Marais, B. Matthews) (PP) – 02:14 \| 1–0 \| \| \| \| 1–1 \| 11:29 – R. Beran (F. Schons, T. Beran) \| \| G. Lyon (C. Birrell) (PP) – 31:36 \| 2–1 \| \| \| \| 2–2 \| 41:22 – B. Welter (J. Holtzem) (PP) \| \| A. Marais (D. Magmoed, B. Matthews) (PP2) – 46:56 \| 3–2 \| \| \| B. Matthews (C. Reeve, C. Birrell) (PP) – 47:34 \| 4–2 \| \| \| C. Birrell (A. Marais, G. Yates) – 57:40 \| 5–2 \| \| |              |                                        |                 | Játékvezető: Maksym Urda Vonalbírók: Seung Won Jung Arkadiy Subbotin |
| 32 perc | Büntetések   | 24 perc                                |                 | Játékvezető: Maksym Urda Vonalbírók: Seung Won Jung Arkadiy Subbotin |
| 49 | Lövések      | 37                                     |                 | Játékvezető: Maksym Urda Vonalbírók: Seung Won Jung Arkadiy Subbotin |
| J. Valadas (A. Marais, B. Matthews) (PP) – 02:14 | 1–0          |                                        |                 | Játékvezető: Maksym Urda Vonalbírók: Seung Won Jung Arkadiy Subbotin |
| | 1–1          | 11:29 – R. Beran (F. Schons, T. Beran) |                 | Játékvezető: Maksym Urda Vonalbírók: Seung Won Jung Arkadiy Subbotin |
| G. Lyon (C. Birrell) (PP) – 31:36 | 2–1          |                                        |                 | Játékvezető: Maksym Urda Vonalbírók: Seung Won Jung Arkadiy Subbotin |
| | 2–2          | 41:22 – B. Welter (J. Holtzem) (PP)    |                 |                                                                      |
| A. Marais (D. Magmoed, B. Matthews) (PP2) – 46:56 | 3–2          |                                        |                 |                                                                      |
| B. Matthews (C. Reeve, C. Birrell) (PP) – 47:34 | 4–2          |                                        |                 |                                                                      |
| C. Birrell (A. Marais, G. Yates) – 57:40 | 5–2          |                                        |                 |                                                                      |

| 2011. április 15. 13:00 | Mongólia | 0–5* | Dél-afrikai Köztársaság | Grandwest Ice Arena |

|  |  |  |  |  |
|  |  |  |  |  |
|  |  |  |  |  |
|  |  |  |  |  |

| 2011. április 15. 16:15 | Luxemburg | 5–6 (1–1, 1–2, 3–3) | Törökország | Grandwest Ice Arena Nézőszám: 87 |

| Jegyzőkönyv | Jegyzőkönyv                   | Jegyzőkönyv                                   | Jegyzőkönyv       | Jegyzőkönyv                                                               |
| --- | ----------------------------- | --------------------------------------------- | ----------------- | ------------------------------------------------------------------------- |
| | Philippe Lepage Gilles Mangen | Kapusok                                       | Levent Ozbaydugan | Játékvezető: Mikhal Buturlin Vonalbírók: Nickolas Beukes Arkadiy Subbotin |
| \| \| 0–1 \| 06:06 – E. Ozmen (S. Aktürk) \| \| J. Holtzem (G. Scheier, B. Welter) – 18:23 \| 1–1 \| \| \| \| 1–2 \| 21:23 – S. Gumus (Y. Halil, G. Tasdemir) \| \| S. Minden (R. Beran, T. Beran) – 31:09 \| 2–2 \| \| \| \| 2–3 \| 38:55 – S. Gumus (G. Tasdemir, Y. Halil) (PP) \| \| \| 2–4 \| 41:06 – E. Coskun (C. Baykan) \| \| \| 2–5 \| 42:49 – S. Aktürk (E. Ozmen, E. Coskun) \| \| G. Scheier (PP) – 54:05 \| 3–5 \| \| \| B. Schneider (S. Minden) (PP) – 54:12 \| 4–5 \| \| \| \| 4–6 \| 56:03 – S. Aktürk (E. Coskun, E. Ozmen) (PP) \| \| B. Welter (R. Beran, S. Minden) (PP) – 59:47 \| 5–6 \| \| |                               |                                               |                   | Játékvezető: Mikhal Buturlin Vonalbírók: Nickolas Beukes Arkadiy Subbotin |
| 35 perc | Büntetések                    | 18 perc                                       |                   | Játékvezető: Mikhal Buturlin Vonalbírók: Nickolas Beukes Arkadiy Subbotin |
| 36 | Lövések                       | 35                                            |                   | Játékvezető: Mikhal Buturlin Vonalbírók: Nickolas Beukes Arkadiy Subbotin |
| | 0–1                           | 06:06 – E. Ozmen (S. Aktürk)                  |                   | Játékvezető: Mikhal Buturlin Vonalbírók: Nickolas Beukes Arkadiy Subbotin |
| J. Holtzem (G. Scheier, B. Welter) – 18:23 | 1–1                           |                                               |                   | Játékvezető: Mikhal Buturlin Vonalbírók: Nickolas Beukes Arkadiy Subbotin |
| | 1–2                           | 21:23 – S. Gumus (Y. Halil, G. Tasdemir)      |                   | Játékvezető: Mikhal Buturlin Vonalbírók: Nickolas Beukes Arkadiy Subbotin |
| S. Minden (R. Beran, T. Beran) – 31:09 | 2–2                           |                                               |                   |                                                                           |
| | 2–3                           | 38:55 – S. Gumus (G. Tasdemir, Y. Halil) (PP) |                   |                                                                           |
| | 2–4                           | 41:06 – E. Coskun (C. Baykan)                 |                   |                                                                           |
| | 2–5                           | 42:49 – S. Aktürk (E. Ozmen, E. Coskun)       |                   |                                                                           |
| G. Scheier (PP) – 54:05 | 3–5                           |                                               |                   |                                                                           |
| B. Schneider (S. Minden) (PP) – 54:12 | 4–5                           |                                               |                   |                                                                           |
| | 4–6                           | 56:03 – S. Aktürk (E. Coskun, E. Ozmen) (PP)  |                   |                                                                           |
| B. Welter (R. Beran, S. Minden) (PP) – 59:47 | 5–6                           |                                               |                   |                                                                           |

| 2011. április 15. 19:45 | Görögország | 2–26 (0–6, 0–8, 2–12) | Izrael | Grandwest Ice Arena Nézőszám: 1014 |

| Jegyzőkönyv | Jegyzőkönyv                               | Jegyzőkönyv                                    | Jegyzőkönyv                  | Jegyzőkönyv                                                           |
| --- | ----------------------------------------- | ---------------------------------------------- | ---------------------------- | --------------------------------------------------------------------- |
| | Alexandros Moirasgetis Pantelis Magklaras | Kapusok                                        | Boris Amromin Avihu Sorotzki | Játékvezető: Chris Deweerdt Vonalbírók: Mikulash Furnadziev Jos Korte |
| \| \| 0–1 \| 03:05 – E. Kniter (V. Schwarzman) \| \| \| 0–2 \| 06:25 – D. Mazour (E. Sherbatov) \| \| \| 0–3 \| 07:25 – M. Lebedev (S. Norman, I. Levy) \| \| \| 0–4 \| 09:30 – E. Sherbatov (D. Mazour, S. Frenkel) \| \| \| 0–5 \| 12:56 – S. Frenkel (D. Spivak) \| \| \| 0–6 \| 17:27 – M. Lebedev (A. Geller, I. Levy) \| \| \| 0–7 \| 24:53 – E. Sherbatov (A. Geller) (SH) \| \| \| 0–8 \| 25:17 – D. Mazour (SH) \| \| \| 0–9 \| 26:56 – A. Boulakhov (E. Kniter, D. Spivak) \| \| \| 0–10 \| 27:40 – E. Sherbatov (S. Frenkel) \| \| \| 0–11 \| 31:06 – D. Mazour (E. Sherbatov, R. Oz) \| \| \| 0–12 \| 33:02 – E. Kniter (S. Cooper) \| \| \| 0–13 \| 37:37 – S. Frenkel (E. Sherbatov) \| \| \| 0–14 \| 38:37 – S. Frenkel (E. Sherbatov) \| \| \| 0–15 \| 40:33 – E. Sherbatov \| \| \| 0–16 \| 44:01 – D. Mazour (S. Frenkel, D. Spivak) (PP) \| \| \| 0–17 \| 45:25 – I. Levy (S. Norman, M. Lebedev) \| \| \| 0–18 \| 46:31 – S. Frenkel (E. Sherbatov) (PP) \| \| \| 0–19 \| 48:25 – E. Sherbatov (S. Frenkel) \| \| E. Fournogerakis (A. Dragatsis) – 50:37 \| 1–19 \| \| \| \| 1–20 \| 51:15 – T. Avneri \| \| \| 1–21 \| 51:51 – E. Kniter (A. Boulakhov) \| \| \| 1–22 \| 52:27 – D. Mazour (S. Frenkel, E. Sherbatov) \| \| \| 1–23 \| 53:01 – E. Sherbatov \| \| \| 1–24 \| 54:45 – S. Frenkel (E. Sherbatov) \| \| \| 1–25 \| 56:41 – V. Schwarzman (K. Malachi) (PP) \| \| \| 1–26 \| 56:50 – D. Mazour (E. Sherbatov) \| \| K. Adamidis – 57:48 \| 2–26 \| \| |                                           |                                                |                              | Játékvezető: Chris Deweerdt Vonalbírók: Mikulash Furnadziev Jos Korte |
| 8 perc | Büntetések                                | 2 perc                                         |                              | Játékvezető: Chris Deweerdt Vonalbírók: Mikulash Furnadziev Jos Korte |
| 8 | Lövések                                   | 65                                             |                              | Játékvezető: Chris Deweerdt Vonalbírók: Mikulash Furnadziev Jos Korte |
| | 0–1                                       | 03:05 – E. Kniter (V. Schwarzman)              |                              | Játékvezető: Chris Deweerdt Vonalbírók: Mikulash Furnadziev Jos Korte |
| | 0–2                                       | 06:25 – D. Mazour (E. Sherbatov)               |                              | Játékvezető: Chris Deweerdt Vonalbírók: Mikulash Furnadziev Jos Korte |
| | 0–3                                       | 07:25 – M. Lebedev (S. Norman, I. Levy)        |                              | Játékvezető: Chris Deweerdt Vonalbírók: Mikulash Furnadziev Jos Korte |
| | 0–4                                       | 09:30 – E. Sherbatov (D. Mazour, S. Frenkel)   |                              |                                                                       |
| | 0–5                                       | 12:56 – S. Frenkel (D. Spivak)                 |                              |                                                                       |
| | 0–6                                       | 17:27 – M. Lebedev (A. Geller, I. Levy)        |                              |                                                                       |
| | 0–7                                       | 24:53 – E. Sherbatov (A. Geller) (SH)          |                              |                                                                       |
| | 0–8                                       | 25:17 – D. Mazour (SH)                         |                              |                                                                       |
| | 0–9                                       | 26:56 – A. Boulakhov (E. Kniter, D. Spivak)    |                              |                                                                       |
| | 0–10                                      | 27:40 – E. Sherbatov (S. Frenkel)              |                              |                                                                       |
| | 0–11                                      | 31:06 – D. Mazour (E. Sherbatov, R. Oz)        |                              |                                                                       |
| | 0–12                                      | 33:02 – E. Kniter (S. Cooper)                  |                              |                                                                       |
| | 0–13                                      | 37:37 – S. Frenkel (E. Sherbatov)              |                              |                                                                       |
| | 0–14                                      | 38:37 – S. Frenkel (E. Sherbatov)              |                              |                                                                       |
| | 0–15                                      | 40:33 – E. Sherbatov                           |                              |                                                                       |
| | 0–16                                      | 44:01 – D. Mazour (S. Frenkel, D. Spivak) (PP) |                              |                                                                       |
| | 0–17                                      | 45:25 – I. Levy (S. Norman, M. Lebedev)        |                              |                                                                       |
| | 0–18                                      | 46:31 – S. Frenkel (E. Sherbatov) (PP)         |                              |                                                                       |
| | 0–19                                      | 48:25 – E. Sherbatov (S. Frenkel)              |                              |                                                                       |
| E. Fournogerakis (A. Dragatsis) – 50:37 | 1–19                                      |                                                |                              |                                                                       |
| | 1–20                                      | 51:15 – T. Avneri                              |                              |                                                                       |
| | 1–21                                      | 51:51 – E. Kniter (A. Boulakhov)               |                              |                                                                       |
| | 1–22                                      | 52:27 – D. Mazour (S. Frenkel, E. Sherbatov)   |                              |                                                                       |
| | 1–23                                      | 53:01 – E. Sherbatov                           |                              |                                                                       |
| | 1–24                                      | 54:45 – S. Frenkel (E. Sherbatov)              |                              |                                                                       |
| | 1–25                                      | 56:41 – V. Schwarzman (K. Malachi) (PP)        |                              |                                                                       |
| | 1–26                                      | 56:50 – D. Mazour (E. Sherbatov)               |                              |                                                                       |
| K. Adamidis – 57:48 | 2–26                                      |                                                |                              |                                                                       |

| 2011. április 17. 13:00 | Luxemburg | 5–0* | Mongólia | Grandwest Ice Arena |

|  |  |  |  |  |
|  |  |  |  |  |
|  |  |  |  |  |
|  |  |  |  |  |

| 2011. április 17. 16:15 | Izrael | 9–1 (3–1, 5–0, 1–0) | Törökország | Grandwest Ice Arena Nézőszám: 1014 |

| Jegyzőkönyv | Jegyzőkönyv    | Jegyzőkönyv                               | Jegyzőkönyv                   | Jegyzőkönyv                                                                        |
| --- | -------------- | ----------------------------------------- | ----------------------------- | ---------------------------------------------------------------------------------- |
| | Avihu Sorotzki | Kapusok                                   | Fikri Atali Levent Ozbaydugan | Játékvezető: Claudio Pianezze Vonalbírók: Ulrich Pardatscher Jacques Riisom-Birker |
| \| D. Mazour – 01:30 \| 1–0 \| \| \| S. Frenkel (E. Sherbatov, A. Geller) (PP2) – 04:26 \| 2–0 \| \| \| E. Sherbatov (S. Frenkel) – 12:28 \| 3–0 \| \| \| \| 3–1 \| 16:31 – A. Solak (E. Coskun, C. Akyıldız) \| \| S. Frenkel (E. Sherbatov) (PP) – 23:18 \| 4–1 \| \| \| I. Levy(D. Mazour, D. Spivak) (PP) – 24:31 \| 5–1 \| \| \| R. Oz (D. Spivak) (PP) – 25:28 \| 6–1 \| \| \| E. Sherbatov (S. Frenkel) (PP) – 33:23 \| 7–1 \| \| \| S. Frenkel – 35:48 \| 8–1 \| \| \| E. Kniter (D. Spivak) (PP) – 52:35 \| 9–1 \| \| |                |                                           |                               | Játékvezető: Claudio Pianezze Vonalbírók: Ulrich Pardatscher Jacques Riisom-Birker |
| 34 perc | Büntetések     | 63 perc                                   |                               | Játékvezető: Claudio Pianezze Vonalbírók: Ulrich Pardatscher Jacques Riisom-Birker |
| 40 | Lövések        | 21                                        |                               | Játékvezető: Claudio Pianezze Vonalbírók: Ulrich Pardatscher Jacques Riisom-Birker |
| D. Mazour – 01:30 | 1–0            |                                           |                               | Játékvezető: Claudio Pianezze Vonalbírók: Ulrich Pardatscher Jacques Riisom-Birker |
| S. Frenkel (E. Sherbatov, A. Geller) (PP2) – 04:26 | 2–0            |                                           |                               | Játékvezető: Claudio Pianezze Vonalbírók: Ulrich Pardatscher Jacques Riisom-Birker |
| E. Sherbatov (S. Frenkel) – 12:28 | 3–0            |                                           |                               | Játékvezető: Claudio Pianezze Vonalbírók: Ulrich Pardatscher Jacques Riisom-Birker |
| | 3–1            | 16:31 – A. Solak (E. Coskun, C. Akyıldız) |                               |                                                                                    |
| S. Frenkel (E. Sherbatov) (PP) – 23:18 | 4–1            |                                           |                               |                                                                                    |
| I. Levy(D. Mazour, D. Spivak) (PP) – 24:31 | 5–1            |                                           |                               |                                                                                    |
| R. Oz (D. Spivak) (PP) – 25:28 | 6–1            |                                           |                               |                                                                                    |
| E. Sherbatov (S. Frenkel) (PP) – 33:23 | 7–1            |                                           |                               |                                                                                    |
| S. Frenkel – 35:48 | 8–1            |                                           |                               |                                                                                    |
| E. Kniter (D. Spivak) (PP) – 52:35 | 9–1            |                                           |                               |                                                                                    |

| 2011. április 17. 21:45 | Dél-afrikai Köztársaság | 17–0 (4–0, 6–0, 7–0) | Görögország | Grandwest Ice Arena Nézőszám: 1014 |

| Jegyzőkönyv | Jegyzőkönyv | Jegyzőkönyv | Jegyzőkönyv                               | Jegyzőkönyv                                                             |
| --- | ----------- | ----------- | ----------------------------------------- | ----------------------------------------------------------------------- |
| | Ashley Bock | Kapusok     | Pantelis Magklaras Alexandros Moirasgetis | Játékvezető: Maksym Urda Vonalbírók: Mikulash Furnadziev Seung Won Jung |
| \| C. Engelbrecht (C. Birrell, U. Samaai) – 01:55 \| 1–0 \| \| \| G. Lyon (G. Miller) – 06:42 \| 2–0 \| \| \| G. Yates (C. Reeves, D. Magmoed) – 10:43 \| 3–0 \| \| \| D. Cardoso (M. Giot, B. Matthews) – 15:30 \| 4–0 \| \| \| A. Marais (A. Bock) – 22:55 \| 5–0 \| \| \| G. Miller (I. Ashworth, C. Reeves) – 24:06 \| 6–0 \| \| \| D. Magmoed (D. Cardoso, M. Giot) – 25:38 \| 7–0 \| \| \| L. Carelse (D. Watson, C. Nebe) – 31:08 \| 8–0 \| \| \| G. Lyon (G. Miller, J. Valadas) – 32:56 \| 9–0 \| \| \| D. Magmoed (J. Valadas, G. Miller) (PP) – 36:17 \| 10–0 \| \| \| U. Samaai (G. Lyon) (SH) – 43:39 \| 11–0 \| \| \| D. Magmoed (U. Samaai, A. Marais) – 46:11 \| 12–0 \| \| \| G. Miller (G. Lyon) – 47:16 \| 13–0 \| \| \| D. Cardoso (G. Yates) – 49:40 \| 14–0 \| \| \| D. Cardoso (M. Giot) (PP) – 50:27 \| 15–0 \| \| \| U. Samaai (C. Reeves) – 51:48 \| 16–0 \| \| \| D. Cardoso (D. Watson, M. Giot) – 58:09 \| 17–0 \| \| |             |             |                                           | Játékvezető: Maksym Urda Vonalbírók: Mikulash Furnadziev Seung Won Jung |
| 43 perc | Büntetések  | 18 perc     |                                           | Játékvezető: Maksym Urda Vonalbírók: Mikulash Furnadziev Seung Won Jung |
| 73 | Lövések     | 4           |                                           | Játékvezető: Maksym Urda Vonalbírók: Mikulash Furnadziev Seung Won Jung |
| C. Engelbrecht (C. Birrell, U. Samaai) – 01:55 | 1–0         |             |                                           | Játékvezető: Maksym Urda Vonalbírók: Mikulash Furnadziev Seung Won Jung |
| G. Lyon (G. Miller) – 06:42 | 2–0         |             |                                           | Játékvezető: Maksym Urda Vonalbírók: Mikulash Furnadziev Seung Won Jung |
| G. Yates (C. Reeves, D. Magmoed) – 10:43 | 3–0         |             |                                           | Játékvezető: Maksym Urda Vonalbírók: Mikulash Furnadziev Seung Won Jung |
| D. Cardoso (M. Giot, B. Matthews) – 15:30 | 4–0         |             |                                           |                                                                         |
| A. Marais (A. Bock) – 22:55 | 5–0         |             |                                           |                                                                         |
| G. Miller (I. Ashworth, C. Reeves) – 24:06 | 6–0         |             |                                           |                                                                         |
| D. Magmoed (D. Cardoso, M. Giot) – 25:38 | 7–0         |             |                                           |                                                                         |
| L. Carelse (D. Watson, C. Nebe) – 31:08 | 8–0         |             |                                           |                                                                         |
| G. Lyon (G. Miller, J. Valadas) – 32:56 | 9–0         |             |                                           |                                                                         |
| D. Magmoed (J. Valadas, G. Miller) (PP) – 36:17 | 10–0        |             |                                           |                                                                         |
| U. Samaai (G. Lyon) (SH) – 43:39 | 11–0        |             |                                           |                                                                         |
| D. Magmoed (U. Samaai, A. Marais) – 46:11 | 12–0        |             |                                           |                                                                         |
| G. Miller (G. Lyon) – 47:16 | 13–0        |             |                                           |                                                                         |
| D. Cardoso (G. Yates) – 49:40 | 14–0        |             |                                           |                                                                         |
| D. Cardoso (M. Giot) (PP) – 50:27 | 15–0        |             |                                           |                                                                         |
| U. Samaai (C. Reeves) – 51:48 | 16–0        |             |                                           |                                                                         |
| D. Cardoso (D. Watson, M. Giot) – 58:09 | 17–0        |             |                                           |                                                                         |